# أرشيبالد هندرسون (كاتب سير)
أرشيبالد هندرسون (بالإنجليزية: Archibald Henderson)‏ هو كاتب سير أمريكي، ولد في 17 يوليو 1877، وتوفي في 6 ديسمبر 1963.